# Kanonikát svatoštěpánský I. a II.
Kanonikáty svatoštěpánský I. a II. katedrální kapituly u sv. Štěpána v LItoměřicích byly založeny litoměřickým biskupem Štěpánem Trochtou 2. ledna 1951.

## Důvod založení kanonikátů
Jednalo se o kontinuitu veřejnoprávní osoby Katedrální kapituly u sv. Štěpána v Litoměřicích, po odsunu kanovníků, kteří byli německého původu po II. světové válce ze Sudet do Německa.

## Akt založení

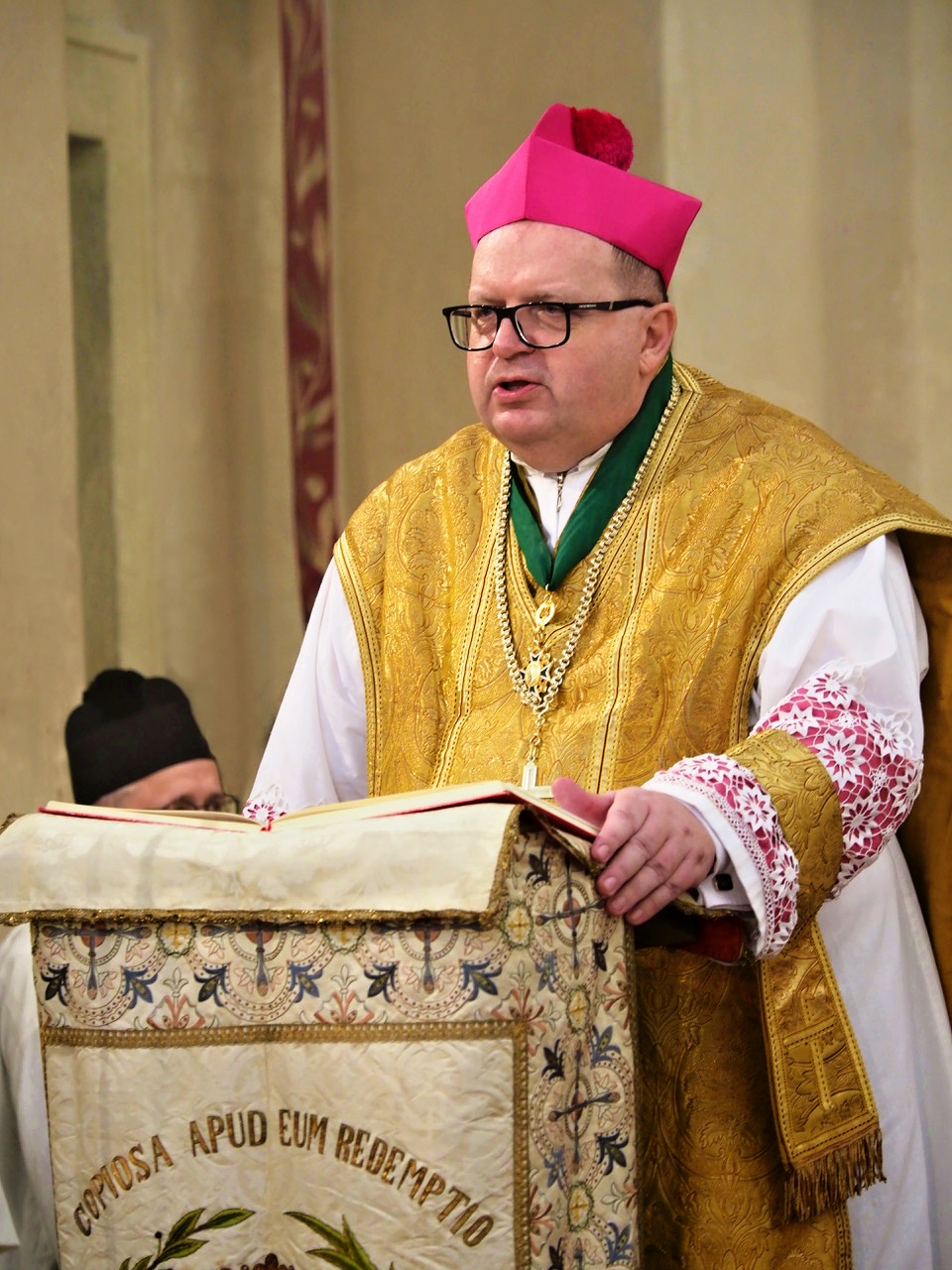
J.M.can. Jiří Hladík O.Cr, ECLJ, kankvník svatoštěpánský II. při poutní mši v kostele Panny Marie Matky ustavičné pomoci a sv. Kajetána v Praze. 7. srpna 2020

V dramatické době počínajících 50. let v Československu, si byl litoměřický biskup Štěpán Trochta vědom, že je třeba udělat určité kroky, které zajistí budoucí kontinuitu tak starobylé instituce, jako je litoměřická kapitula. Protože stávající kanonikáty byly obsazené kněžími německé národnosti, kteří již nebyli v poválečném Československu přítomni, rozhodl se Trochta ustanovit nové dva kanonikáty tak, aby instituce přežila a nemohla být napadena státními orgány. Proto vytvořil Instrumentum canonicae erectionis I. et II. canonicatus Stephaniani Litomericensis - "právní nástroj" ustanovující I. a II. kanonikát svatoštěpánský.

## Obsah zakládací listiny svatoštěpánských kanonikátů
Účelem byla upřímná snaha biskupova zajistit co možná největší zvelebení kultu Božího a prostředků spásy v katedrálním chrámu Páně sv. Štěpána, prvomučedníka v Litoměřicích.
Kanonikáty byly slovy Trochtovými ustanoveny, zřízeny a založeny:
- k větší cti a slávě Boží
- k oslavě nejblahoslavenější Neposkvrněné Panny Marie Nanebevzaté
- k oslavě vznešeného sv. Štěpána, prvomučedníka

Podle Kodexu kanonického práva církve z roku 1917 kánonem 394 §2, byly tak ustanoveny nové sídelní kanonikáty, tedy Svatoštěpánský první a Svatoštěpánský druhý. Trochta dodává, že předcházelo schválení Státním úřadem pro věci církevní.

## Povinnosti kanonikátů
Byly ustanoveny povinnosti dvojího typu. K prvním patřilo, že se budou za kanovníky těchto kanonikátů jmenovat občané Československé republiky ovládající český jazyk. Jednalo se zřejmě o reakci na poválečnou situaci v souvislosti s odsunem. S tímto typem povinností souvisí také zachovávání bohoslužebného kultu v katedrále.
Druhým typem povinností jsou pak speciální dny, kdy jsou obětovány mše svaté za představitele státu, diecéze a také za osobu fundátora kanonikátů Štěpána Trochtu.
Za katedrální kapitulu sv. Štěpána vyjádřil svůj souhlas kanovník Mons. Antonín Výtvar, v té době prakticky jediný dostupný reprezentant této instituce.

## Držitelé svatoštěpánských kanonikátů

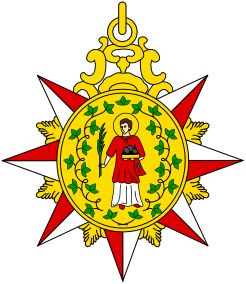
Signum kanovníků litoměřické kapituly

### Svatoštěpánský I.
- Alexej Baláž (od roku 1995-2016)

### Svatoštěpánský II.
- Josef Hendrich (28. září 1972 – 9. července 1994)
- Mgr. Jiří Hladík OCr (od roku 1995)